# Rio Parauapebas
O Rio Parauapebas é um curso de água localizado no estado do Pará, no norte do Brasil. Sua nascente é na serra Arqueada, no município de Xinguara, e sua foz é no rio Itacaiúnas, no município de Marabá.
Ele faz parte do bioma amazônico e da sub-bacia do Itacaiúnas, parte da bacia Araguaia-Tocantins. Ao longo de sua extensão, encontram-se os municípios de Xinguara, Água Azul do Norte, Canaã dos Carajás, Parauapebas e Marabá. 
O rio atravessa importantes áreas de conservação ambiental, como a Floresta Nacional de Carajás, o Parque Nacional dos Campos Ferruginosos e a Área de Proteção Ambiental do Igarapé Gelado.

## Sub-bacia do Parauapebas
A sub-bacia hidrográfica do rio Parauapebas está localizada no sudeste do Pará, englobando os municípios de Água Azul do Norte, Canaã dos Carajás, Curionópolis, Marabá, Parauapebas e Xinguara. A sub-bacia do Parauapebas é componente de uma outra sub-bacia, a do Itacaiúnas que, por sua vez, está inserida na grande bacia do Tocantins.
Possui uma área de drenagem de 9.982,98 km², perímetro de 811,12 km e comprimento do rio principal de 286,25 km. Alguns de seus principais componentes são o rio Plaquê, o córrego da Goiaba, o rio Verde, o rio Castanheira, o Rio Sapucaia e o rio Surpresa.